# Unicestwienie (film)
Unicestwienie (hindi: फ़ना / Fanaa, urdu: فناء) – bollywoodzki film z 2006 roku w reżyserii Kunala Kohliego z Aamirem Khanem i Kajol w rolach głównych. Zdjęcia kręcono w Delhi i w Zakopanem.
Film był bardzo oczekiwany, jako że kończył czteroletnią rozłąkę Kajol z przemysłem filmowym. Ponadto, był to jej pierwszy występ w parze z Khanem - chociaż pracowali już razem na planie filmu Miłość (1997), to nie grali w nim pary. Obraz był jednym z największych przebojów roku w kinematografii indyjskiej, plasując się na szóstym miejscu wśród filmów w języku hindi.

## Opis
Zooni (Kajol) jest niewidomą kaszmirską dziewczyną. Rehan Qadri (Aamir Khan) to lokalny przewodnik wycieczek i flirciarz, który zwiedza miasto za miastem interesując się architekturą i kobietami. Przyjaciele Zooni ostrzegają ją przed Romeo, ale ona decyduje się ich ignorować. Rehan jest zafascynowany Zooni. Obiecuje jej, że czas, który z nim spędzi będzie najcenniejszym w jej życiu. Zooni widzi Delhi dzięki Rehanowi. Zooni nie wie że Rehan ma inną stronę, którą przed nią ukrywa.

## Obsada
- Aamir Khan – Rehan Qadri
- Kajol – Zooni Ali Beg
- Rishi Kapoor – Ojciec Zooni
- Kirron Kher – mama Zooni
- Sahil Chaudhry – Brat Rehana
- Tabu – Występ specjalny
- Shiney Ahuja – Występ gościnny
- Gautami Kapoor – Występ gościnny
- Lara Dutta – Występ specjalny

## Ścieżka dźwiękowa
Ścieżka dźwiękowa została skomponowana przez duet Jatin-Lalit. Słynni bracia zapowiedzieli, że jest to ich ostatnie wspólne dzieło, odtąd zamierzają pracować oddzielnie.
Utwory znajdujące się na płycie:
- Chand sifarish (utwór znany również pod tytułem Subhan Allah)
- Mere haath mein
- Des rangila
- Dekho na
- Chanda chamke
- Destroyed in love (lounge mix) instrumental
- Fanaa for you (chand sifarish club mix)

W nagraniu soundtracku uczestniczyli znani playback-singerzy, tacy jak: Shaan, Sonu Nigam, Sunidhi Chauhan i Mahalaxmi Iyer.
W piosence Mere haath mein możemy usłyszeć Aamira Khana i Kajol.
Utwór Chanda chamke ma identyczną linię melodyczną jak piosenka Yaara Yaara z filmu Zakochani (poprzedniego filmu Kunala Kohliego).

## Nominacje i nagrody
- dla Kajol Nagroda Filmfare dla Najlepszej Aktorki
- dla duetu Jatin-Lalit nominacja do Nagrody Filmfare za Najlepszą Muzykę Filmową
- dla wokalistów Shaana i Kilasha Khera za piosenkę "Chand Shifarish"